# Might and Magic VI: The Mandate of Heaven
Might and Magic VI: The Mandate of Heaven (alternatywny tytuł francuski: Might and Magic VI: Le Mandat Celeste) – komputerowa gra fabularna wyprodukowana przez New World Computing i wydana przez 3DO w roku 1998. Jest szóstą z kolei grą z cyklu Might and Magic.
Podczas preprodukcji studio New World Computing zwerbowało pisarza science fantasy Geary Gravela, który miał napisać trylogię powieści bazującą na wczesnej wersji historii opowiedzianej w grze. Gra została stworzona przy użyciu dwóch silników graficznych Labyrinth i Horizon. The Mandate of Heaven zostało zapowiedziane na targach E3 w 1997 roku. Twórca serii Jon Van Caneghem opisał ją w następujący sposób: „najlepsza gra z serii Might and Magic jaką kiedykolwiek stworzyłem”.

## Rozgrywka
Gra umożliwia przejęcie kontroli nad czterema podróżnikami, zaczynającymi na najniższym poziomie doświadczenia. Dzięki poczynaniom gracza zdobywają oni doświadczenie i umiejętności potrzebne do uratowania fikcyjnego królestwa Enrothu. Fabuła gry wiąże się z grami Heroes of Might and Magic II: The Succession Wars i Heroes of Might and Magic III: Restoration of Erathia i wypełnia lukę między nimi.
System rozwoju postaci jest zbliżony do systemu z „papierowej” gry fabularnej – Dungeons and Dragons. Podobnie jak w wymienionym tytule, w Might and Magic VI gracz rozdziela uzyskiwane wraz z kolejnymi poziomami doświadczenia punkty umiejętności.